# Vladimir Akopjan
Vladimir Akopjan (ryska: Владимир Акопян; armeniska: Վլադիմիր Հակոբյան, Vladimir Hakobjan), född 1971 i Baku i Sovjetunionen, är en armenisk schackspelare. 
Han vann juniorvärldsmästarskapen i schack 1991 och innehar schacktiteln stormästare.